# Do Not Believe His Lies
Do Not Believe His Lies foi um jogo de quebra-cabeça para celular lançador em 2014, e projetado pelo designer polonês Lukasz Matablewski. Matablewski lançou o jogo para a loja virtual do iTunes em 10 de julho de 2014 e desde o seu lançamento, o jogo ganhou diversos seguidores no Reddit. De acordo com o site oficial em 20 de março de 2015, oito jogadores completaram o jogo e mais de 275.000 pessoas estavam participando de Do Not Believe His Lies.
Em 2018, o site do jogo e seu banco de dados foram removidos pelo seu criador, encerrando efetivamente o jogo, e não foram restaurados desde então.

## Jogabilidade
A jogabilidade é centrada no jogador resolvendo uma série de quebra-cabeças e enigmas. Depois de completar com sucesso cada quebra-cabeça, o jogador recebe palavras que, ao completar o jogo, contam uma história. Os quebra-cabeças ficam cada vez mais complexos à medida que o jogador continua a resolver quebra-cabeças e alguns exigem que o jogador utilize vários recursos do dispositivo móvel.

## Recepção
A recepção do jogo antes de sua conclusão foi positiva. TUAW, um antigo blog de tecnologia e assuntos diversos elogiou o aspecto narrativo do jogo, escrevendo que "Uma parte fascinante do jogo e o que o torna bastante agradável é que cada código parece formar um tipo de história". Kotaku deu uma revisão mais mista devido ao aplicativo cobrar para dar dicas durante as fases, escrevendo "Eu entendo que o desenvolvedor precisa ganhar dinheiro com este jogo de alguma forma, mas é difícil não sair com a sensação de que foi deliberadamente difícil tentar para espremer o máximo de dinheiro possível das pessoas. Talvez seja apenas eu sendo cínico. E talvez isso não importe no final - o jogo é muito bom."